# Les Fins
Les Fins är en kommun i departementet Doubs i regionen Bourgogne-Franche-Comté i östra Frankrike. Kommunen ligger i kantonen Morteau som tillhör arrondissementet Pontarlier. År 2022 hade Les Fins 3 062 invånare.

## Befolkningsutveckling
Antalet invånare i kommunen Les Fins
Referens:INSEE